# Michaela Jílková
Michaela Jílková (* 30. března 1968 Praha) je česká novinářka a rozhlasová a televizní moderátorka. Narodila se do umělecké rodiny spisovatele, scenáristy a herce Jana Jílka a herečky Evy Jílkové.

## Kariéra
Po studiích na hudebně-dramatickém oboru na pražské konzervatoři působila nejprve jako novinářka a později jako moderátorka, a to v Československém rozhlase a v Československé televizi, a následně v České televizi. V roce 1993 začala moderovat diskuzní pořad Duel, v roce 1995 zahájila moderování stejně zaměřeného pořadu Aréna. Do povědomí českých televizních diváků se zapsala zejména svým osobitým stylem při moderování televizního pořadu Kotel, který i sama vymyslela, vysílaného televizí Nova mezi lety 1998 a 2005. Poté krátce působila v Mladě Frontě DNES. Od ledna 2008 moderuje publicistický pořad České televize Máte slovo.
Na televizní obrazovce se objevila rovněž v několika českých filmech a též jednom televizním seriálu. Ještě v dětském věku účinkovala ve snímku Stav ztroskotání (1983), následovaly účasti ve filmech Volná noha, Vážení přátelé, ano (oba 1989) a Někde je možná hezky (1991) a v seriálu Náhrdelník (1992). Po přelomu tisíciletí se na stříbrné plátno vrátila v komediálním dramatu Fotograf (2015).

## Osobní život
Prvním manželem byl v letech 1990–2002 Vladimír Dvořák. Druhý sňatek uzavřela po 12letém vztahu v červnu 2014 s Michalem Voráčkem. V květnu 2017 došlo k odloučení manželů.
S Vladimírem Dvořákem má syna Jakuba (* 1997). S Michalem Voráčkem má dceru Marii (* 2004).